# Route nationale 202
Cet article concerne la route nationale 202 en France. Pour la nationale 202 belge, voir N202. Pour les autres significations, voir Route 202.
La route nationale 202, ou RN 202, est une route nationale française ayant connu plusieurs itinéraires, d'abord en reliant la Côte d'Azur aux Alpes du Nord via plusieurs cols de plus de 2 000 m d'altitude, puis en se dirigeant vers Digne-les-Bains. En 2022, elle relie le pont de Gueydan, commune de Saint-Benoît, à la route nationale 85 à Barrême, deux communes des Alpes-de-Haute-Provence, en région Provence-Alpes-Côte d'Azur.

## Histoire

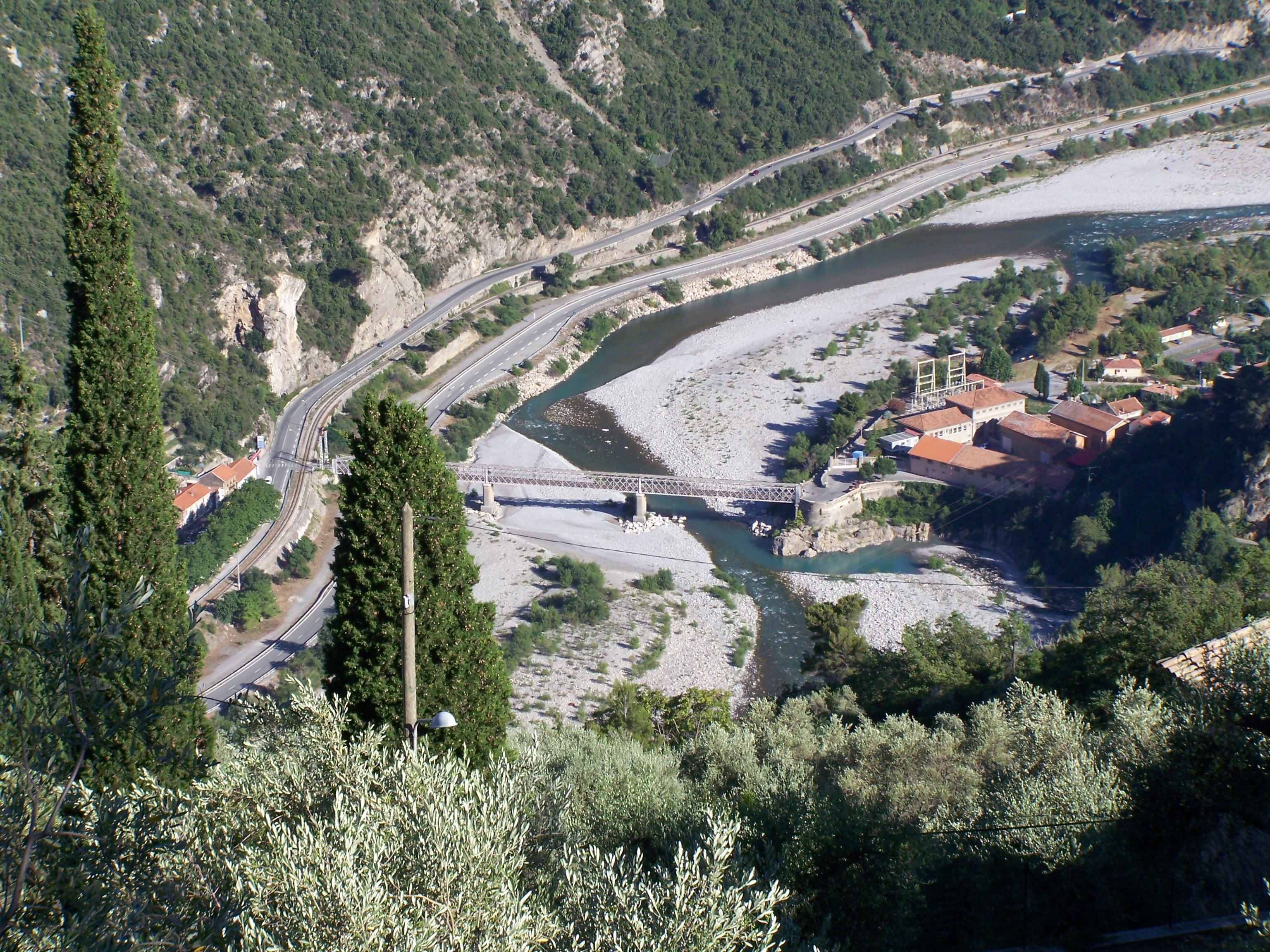
Route nationale 202 sur son parcours dédoublé.

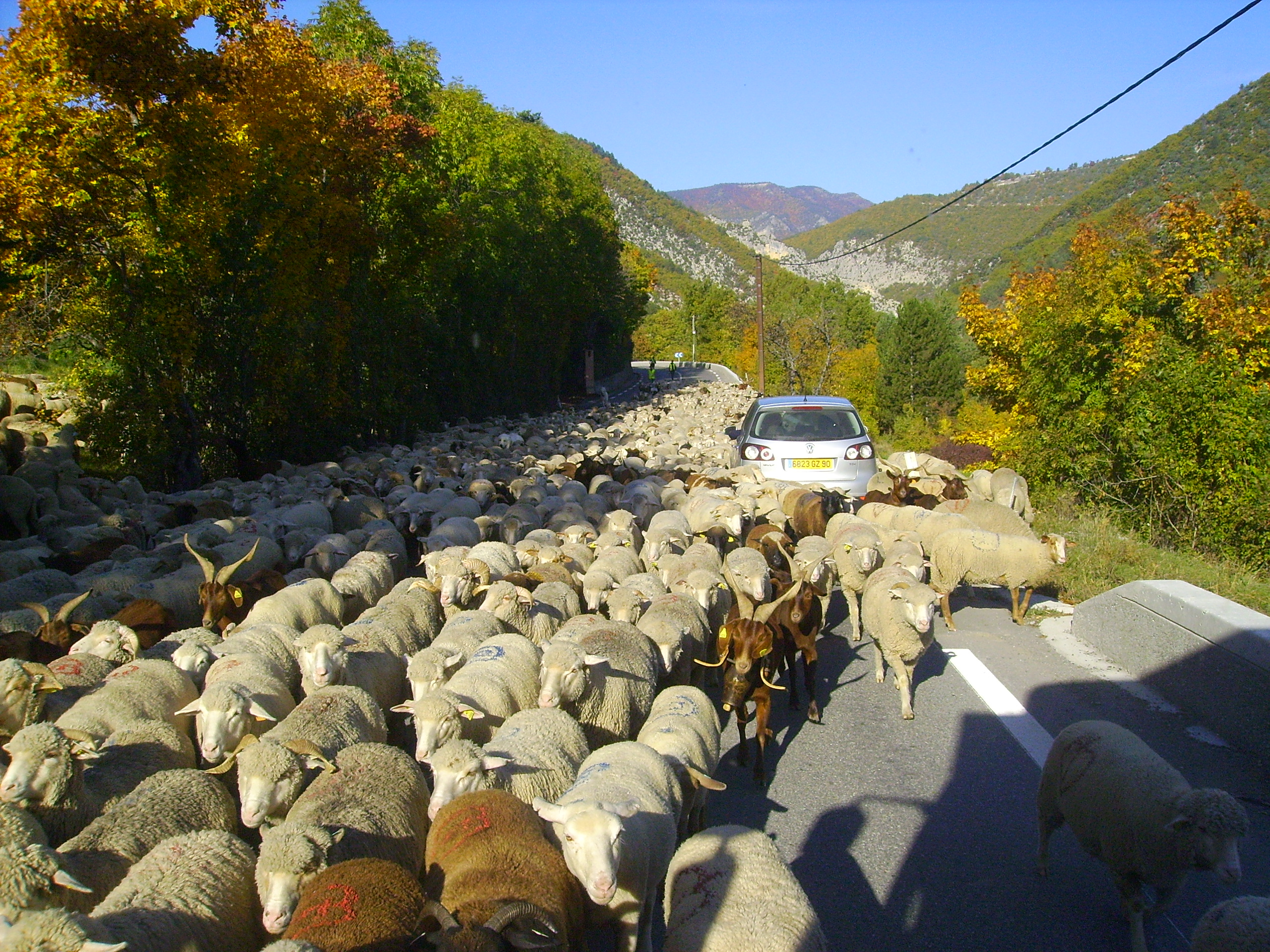
Entre Entrevaux et Annot.

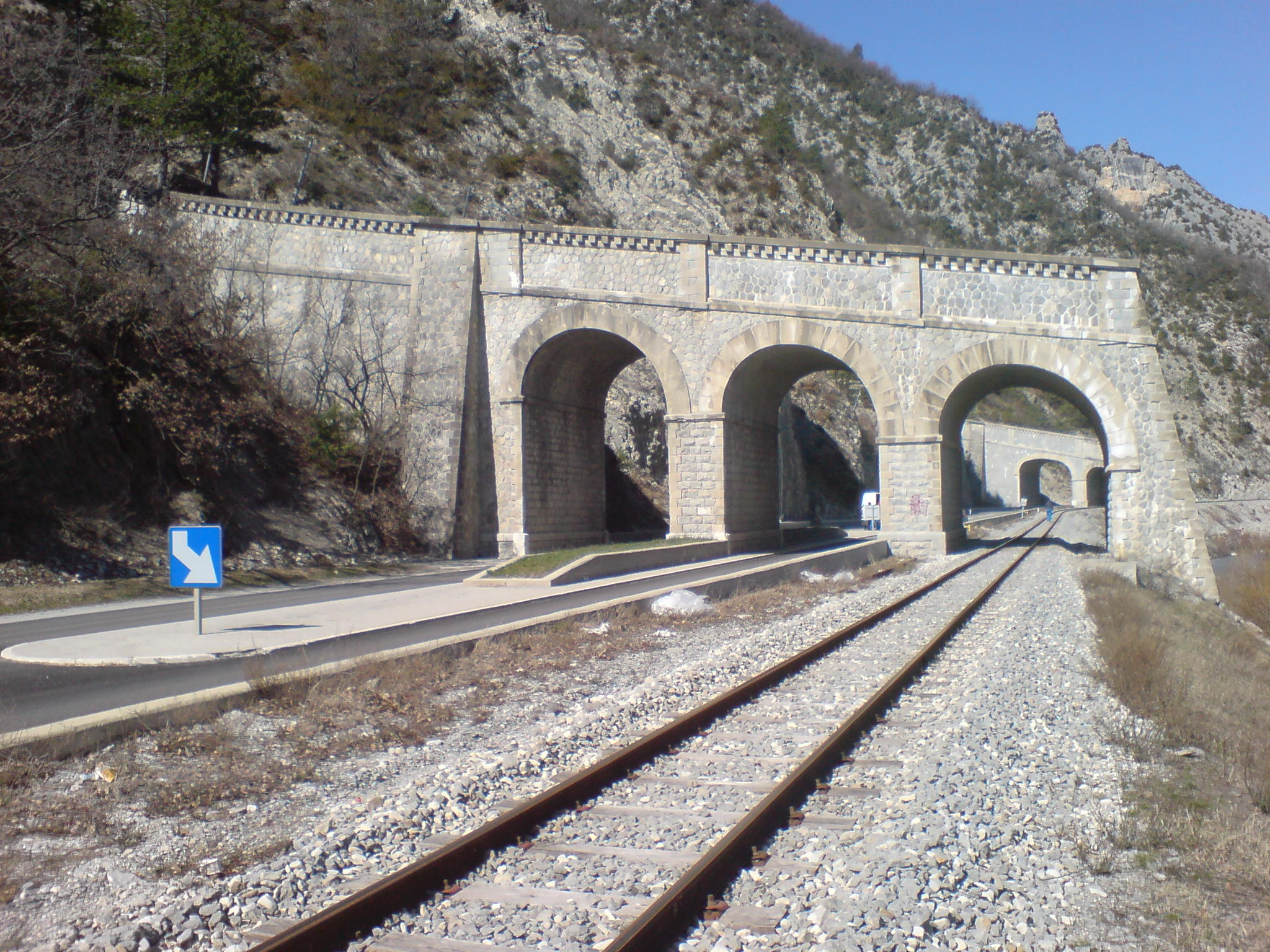
Ouvrages des Éléphants (ponts-bâches) en amont d'Entrevaux.

Avant 1975, son tracé fut transalpin : partant de Nice, elle passait par le col de la Cayolle et Barcelonnette puis faisait tronc commun avec la RD 900 jusqu'à Jausiers. Elle remontait vers le nord par le col de Vars, Guillestre et Briançon via le Col d'Izoard, se fondait avec la RN 91 jusqu'au col du Lautaret avant de gravir le col du Galibier et de plonger dans la vallée de la Maurienne au sud de la Savoie.
Elle poursuivait son itinéraire par Modane (en se mêlant à la RN 6), le col de l'Iseran, Val-d'Isère et Bourg-Saint-Maurice. Elle était interrompue au nord du département en plein massif montagneux avant de reprendre son trajet en Haute-Savoie aux Contamines-Montjoie pour rejoindre Saint-Gervais-les-Bains.
Le tronçon final passait par Cluses, Morzine et se terminait à Thonon-les-Bains.
La RN 202 est en grande partie déclassée RD 902, sauf entre Saint-Benoît et le col de la Cayolle où elle est devenue RD 2202.
Le nouveau tracé de la RN 202 débute à Nice à l'endroit du côté droit de l'aéroport et se termine à Barrême dans les Alpes-de-Haute-Provence. Le décret du 5 décembre 2005 conserve le tronçon situé « entre la route nationale 85 et la route départementale 902 », au titre de la liaison de Grenoble à la vallée du Var. Le tronçon non concerné par ce maintien est transféré aux départements (RD 6202 dans les Alpes-Maritimes et RD 4202 dans les Alpes-de-Haute-Provence). La D 6202 se situant dans le territoire de la métropole de Nice est renommée M 6202.

## Tracé de Nice à Barrême

### Tracé juste avant le déclassement
Les communes traversées sont (depuis Nice) :
- Nice (km 0) (depuis la M 6007)
  -  Échangeur entre M 6202 et A8 : Cannes, Cagnes, Aéroport Nice Côte d'Azur ; Nice Quartiers-Nord, Menton, Monaco, Gènes, Digne
- Échangeur avec A8 sortie 52
- Lingostière, commune de Nice
- Colomars
- Le Mouriez, commune de Castagniers
- Saint-Joseph, commune de Saint-Martin-du-Var
- Saint-Martin-du-Var (km 19)
- La Roquette-sur-Var
- Baus-Roux, commune de La Roquette-sur-Var
- Plan du Var, commune de Levens (RD 2565) (km 23)
- Le Chaudan, commune d'Utelle
- Touët-sur-Var
- Puget-Théniers (ex RN 211a) (km 58)
- Entrevaux (km 65)
- Saint-Benoît
- Annot (km 77)
- Saint-Julien-du-Verdon
- Saint-André-les-Alpes (km 101)
- Barrême (km 114)

### Doublements du tracé
Dans les Alpes-Maritimes, un premier projet de dédoublement dans les gorges du défilé du Chaudan (connu sous le nom RN 1202 puis rétrocédé au département sous le nom RD 6102) entre les communes de Malaussène et La Roquette-sur-Var ouvert à la circulation en 1991.
Cette route métropolitaine traverse le Défilé du Chaudan.

Un second projet ayant pour but le doublement de la route (connu sous le nom RN 202bis) a été déclaré d'utilité publique par décret du 27 juillet 1994 puis prorogé le 26 juillet 1999. Le projet portait sur un doublement de la RN 202 entre le quartier de Saint-Isidore à Nice et le Pont-Charles Albert (entre les communes de Gilette et de La Roquette-sur-Var). Cette dernière a été ouverte à la circulation en avril 2007 pour la section comprise entre Nice-Saint-Isidore et le Pont de la Manda (commune de Carros).

## Ancien tracé

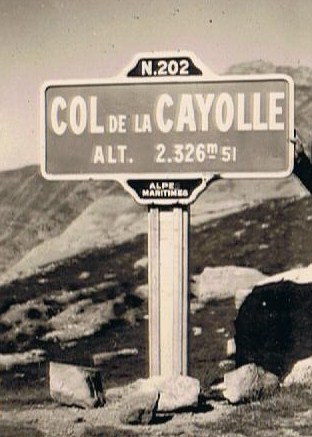
Plaque N202 au col de la Cayolle

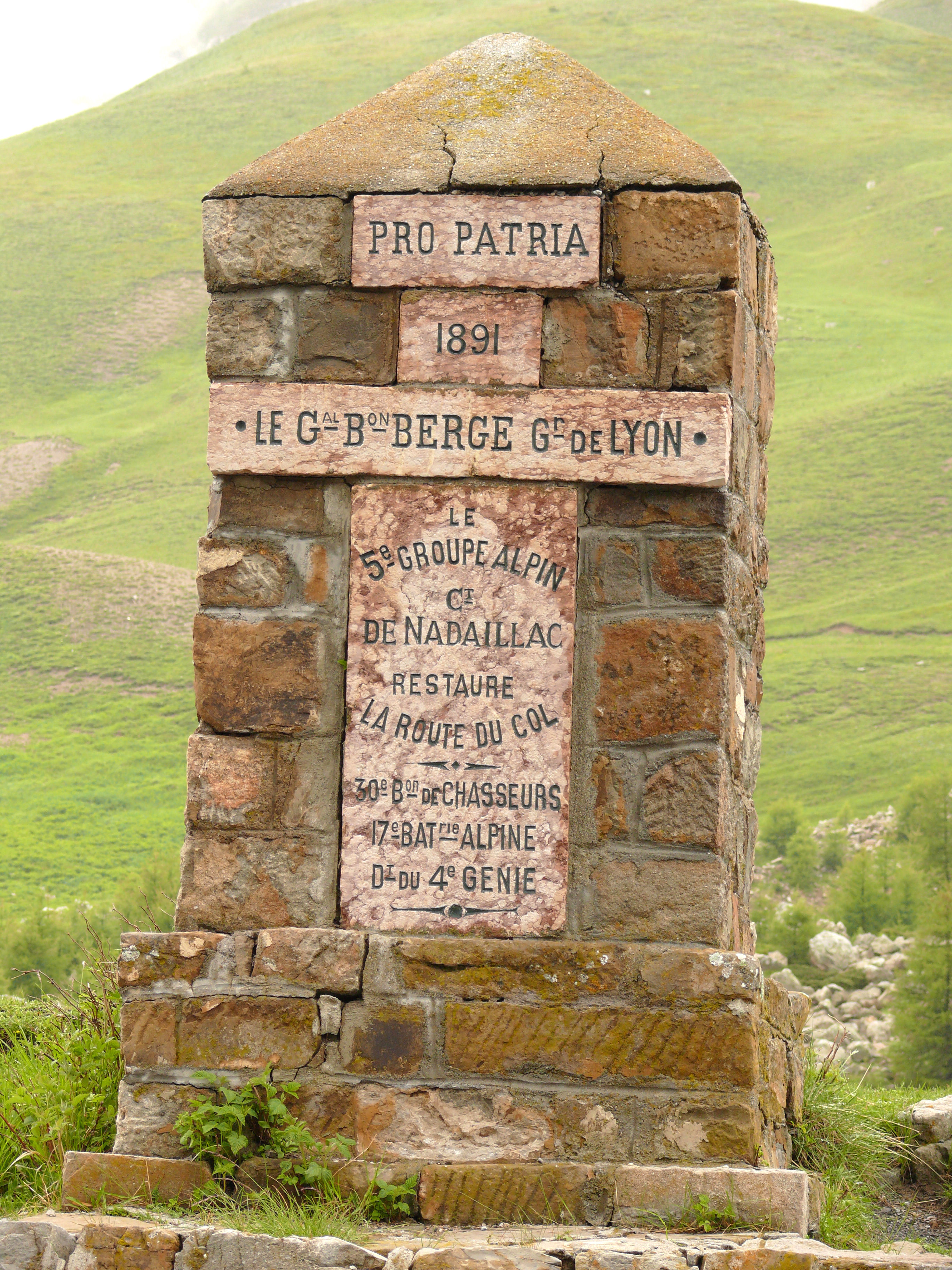
Col de Vars, monument pour la restauration de la route en 1891.

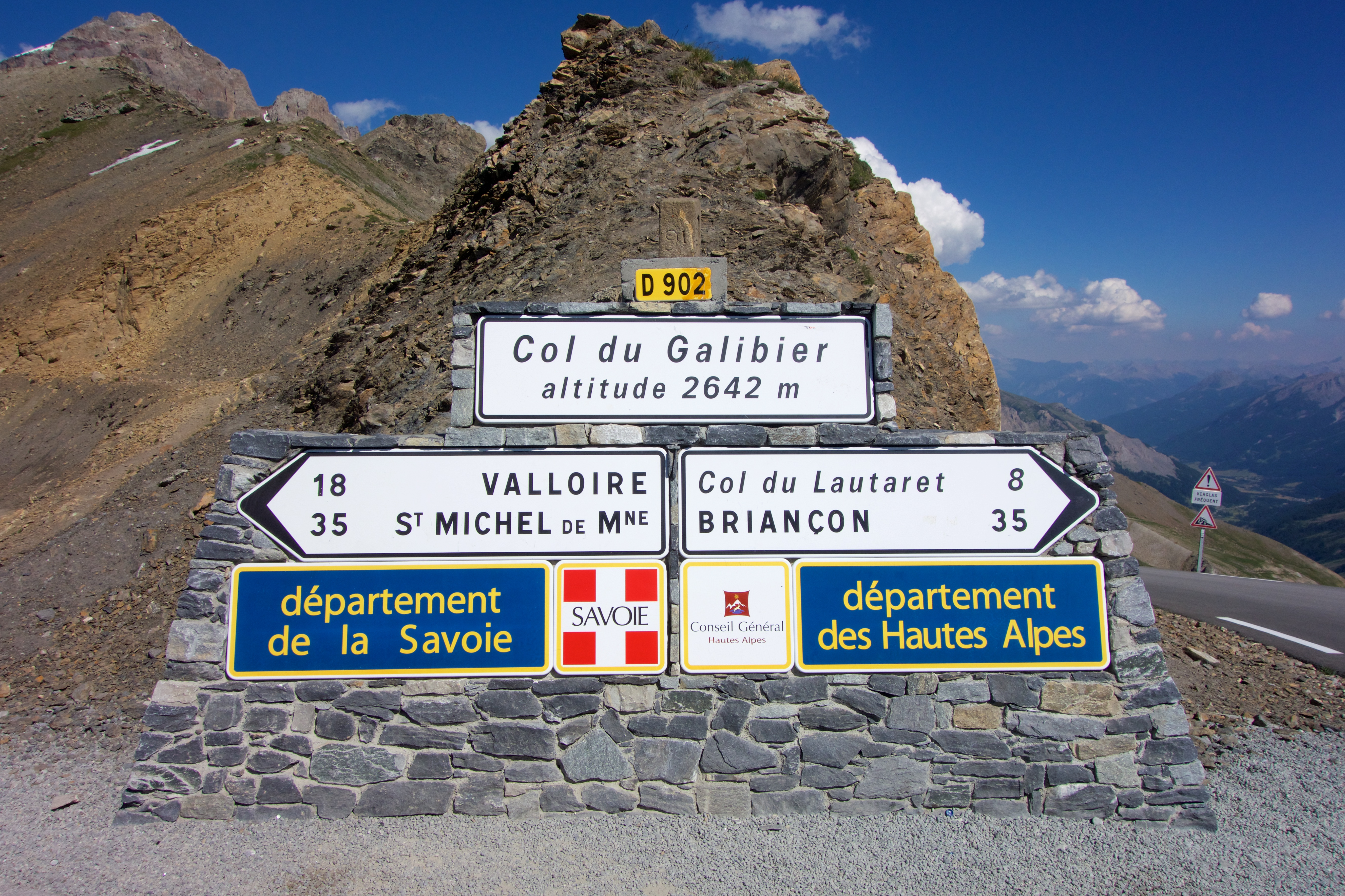
D902 au Col du Galibier.

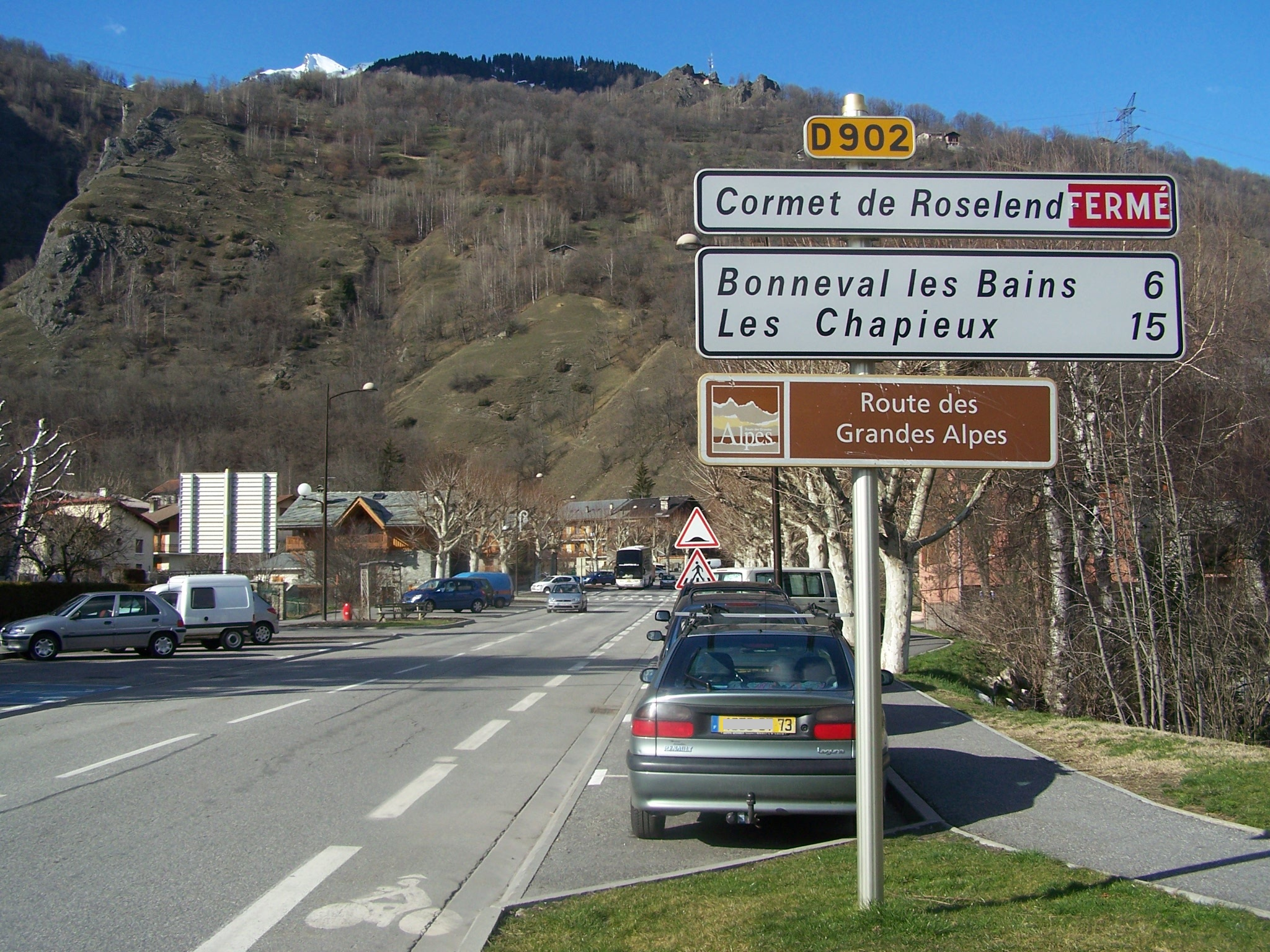
D902 et route des Grandes Alpes à Bourg-Saint-Maurice.

Ce tracé est connu aussi sous le nom de Route des Grandes Alpes.
- Nice
- Colomars (La Manda)
- Saint-Martin-du-Var
- Pont Charles-Albert sur le Var
- Plan du Var
- Touët-sur-Var
- Puget-Théniers
- Entrevaux
- Daluis
- Guillaumes
- Villeneuve-d'Entraunes
- Saint-Martin-d'Entraunes
- Entraunes
- Col de la Cayolle
- Bayasse, commune d'Uvernet-Fours
- Uvernet-Fours
- Barcelonnette
- Tronc commun avec la RN 100 (RD 900) vers Jausiers et La Condamine-Châtelard
- Saint-Paul-sur-Ubaye
- Col de Vars
- Vars
- Guillestre
- Arvieux
- Col d'Izoard
- Cervières
- Briançon
- Tronc commun avec la RN 91 (RD 1091)
- Col du Lautaret
- Col du Galibier
- Valloire
- Col du Télégraphe
- Lanslebourg
- Lanslevillard
- Bessans
- Bonneval-sur-Arc
- Col de l'Iseran
- Val-d'Isère
- Séez
- Bonneval
- Notre-Dame de la Gorge
- Les Contamines-Montjoie
- Saint-Gervais-les-Bains
- Le Fayet
- Sallanches
- Cluses
- Taninges
- Les Gets
- Morzine
- le Biot
- ex-RN 5 Thonon-les-Bains

### Altitudes des cols
| Département                             | Col               | Altitude (en mètres) |
| --------------------------------------- | ----------------- | -------------------- |
| Alpes-de-Haute-Provence/Alpes-Maritimes | Col de la Cayolle | 2 326                |
| Hautes-Alpes                            | Col de Vars       | 2 109                |
| Hautes-Alpes                            | Col d'Izoard      | 2 360                |
| Hautes-Alpes                            | Col du Lautaret   | 2 058                |
| Savoie                                  | Col du Galibier   | 2 645                |
| Savoie                                  | Col du Télégraphe | 1 600                |
| Savoie                                  | Col de l'Iseran   | 2 770                |

## Ouvrages d'art
- Tunnel du Galibier (interdit aux piétons, aux cyclistes, aux ensembles de véhicules, aux véhicules transportant des matières dangereuses, aux poids lourds de plus de 19 t, hauteur limitée 4.1 m, vitesse maximale 50 km/h)

## Lieux sensibles
- Descente du Col du Galibier : pente de 12 %